# لیپنوویچ
لیپنوویچ (به صربی: Lipenović) یک منطقهٔ مسکونی در صربستان است که در کروپانگ واقع شده‌است. لیپنوویچ ۶۰۳ نفر جمعیت دارد.